# Rathaus Spandau
Das Rathaus Spandau wurde von den Architekten Heinrich Reinhardt und Georg Süßenguth entworfen und zwischen 1910 und 1913 erbaut. Es steht in der Carl-Schurz-Straße 2–6 am südlichen Rand der Altstadt Spandau im Berliner Ortsteil Spandau des gleichnamigen Bezirks.

## Bau und Architektur
Das heutige Rathaus Spandau wurde notwendig, da das alte Rathaus am Markt um 1900 bereits zu klein wurde und Verwaltungsteile in anderen Gebäuden untergebracht werden mussten. Mit dem Entfall des Festungsstatus Spandaus 1903 wurden Flächen frei und der Magistrat beschloss 1908 ein neues repräsentatives Rathaus zu bauen, das den Status Spandaus als unabhängige Stadt unterstreichen sollte. Für den Bau wurden zwei Millionen Mark veranschlagt, am Ende beliefen sich die Kosten auf sechs Millionen Mark (kaufkraftbereinigt in heutiger Währung: rund 39,5 Millionen Euro). Um Kosten zu sparen, wurden im Inneren keine teuren Werkstoffe verbaut. So wurde Marmor an den Wänden durch entsprechend aussehende Malerarbeiten ersetzt. Die offizielle Grundsteinlegung erfolgte am 3. April 1911.
Der rechteckige Bau besitzt drei symmetrische Höfe und wird von einem hohen Mansarddach überwölbt. Die Fassadengestaltung weist teilweise barocke Formen auf, die auch im Inneren des Gebäudes, insbesondere im Treppenhaus, aufgegriffen werden. Über einem Sockelgeschoss befinden sich drei Obergeschosse mit einem Mezzanin-Geschoss als Abschluss. Die 116 Meter lange Fassade hat eine siebenteilige Gliederung der Fensterachsen mit einem gegiebelten Risalit in der Mitte. Der 80 Meter hohe Turm, mit vier Uhren, über dem rückwärtigen Teil des Hauptflügels, der um ein Stockwerk höher ist als die Seitenflügel, ist als Landmarke weithin sichtbar; mit ihm ist das Rathaus das höchste Gebäude im Bezirk. Er war als südlicher Kontrapunkt zum Nikolai-Kirchturm ausgeführt. Die Sitzungssäle und die Repräsentationsräume befinden sich hinter der Hauptfront. Über dem Haupteingang spannt sich in der Dachzone ein großer Segmentgiebel, der in der Mitte das Stadtwappen, seitlich davon die Weiheinschrift trägt:

„Erbaut unter der Regierung Kaiser Wilhelms II. von der Bürgerschaft in den Jahren MCMX – MCMXIII“

Am 15. September 1913, auf den Tag genau 18 Jahre nach Einweihung der Synagoge am Lindenufer, wurde das Rathaus eingeweiht. Die jüdische Gemeinde der Stadt hatte für das Eheschließungszimmer ein buntes Fenster gestiftet. Die Firma Siemens & Halske AG stiftete die elektrische Zentraluhrenanlage. Der Bau ist komplett aus Ziegelsteinen gefertigt, im Turm wurden die Gewölbe ähnlich wie bei Sakralbauten mit Bögen in die Hauptpfeiler überführt. Zu der Laterne führte ein Aufzug für Publikumsverkehr. Die Ruine des Aufzugs steht noch heute im Turm.
In der zweiten Etage des südlichen Flügels befand sich die Bürgermeisterwohnung, sie wurde 1936 in Büros umgewandelt, als der Bürgermeistersitz in die Villa Lemm verlegt wurde. Noch heute ist die Wohnung an einigen baulichen Details zu erkennen. So zeichnet sich im Flur der ursprüngliche Parkettboden ab, der einzige echte Balkon geht in den südlichen Innenhof und Küchenfliesen sind in Büros noch erhalten. Selbst ein Abwasserrohranschluss für eine Toilette ist im Rathausgang erhalten geblieben.
Das Rathaus besitzt entlang der Straße Am Wall bis zum Stabholzgarten an der Carl-Schurz-Straße 8 ein Nebengebäude, das ehemalige Polizeigebäude mit Zellenflur, das über einen zweigeschossigen Übergang (im Volksmund: „Beamtenlaufbahn“) im ersten und zweiten Obergeschoss mit dem Hauptgebäude verbunden ist.
Gegenüber dem Rathaus sollte nach der Planung des Architekten Arnold von Goedecke von 1912 am Ende einer auf den Mittelteil des Rathauses zulaufenden Straße ein Stadttheater mit 800 Sitzplätzen entstehen. Dieses Projekt kam durch den Beginn des Ersten Weltkrieges nicht zur Ausführung.

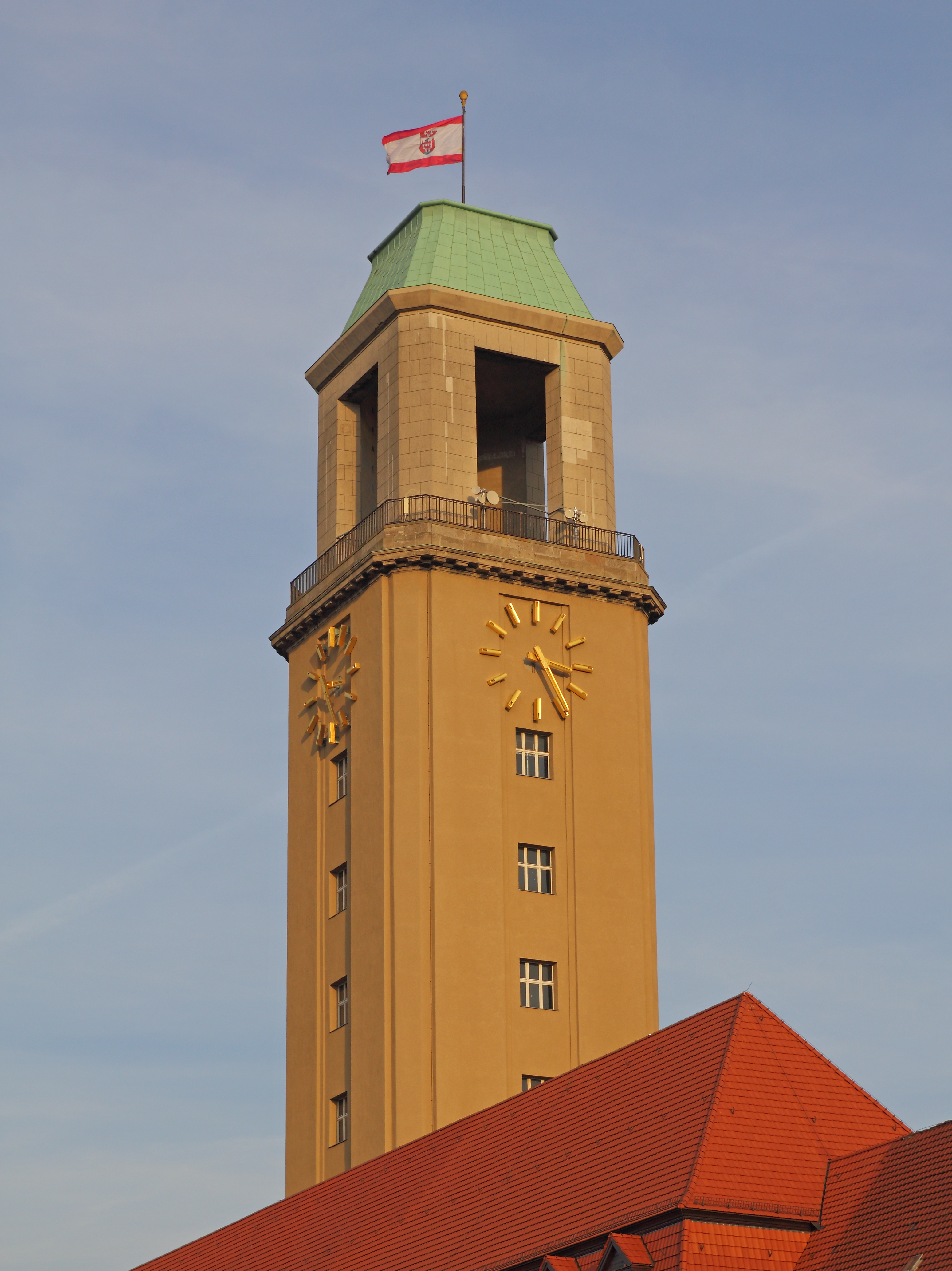
Rathausturm
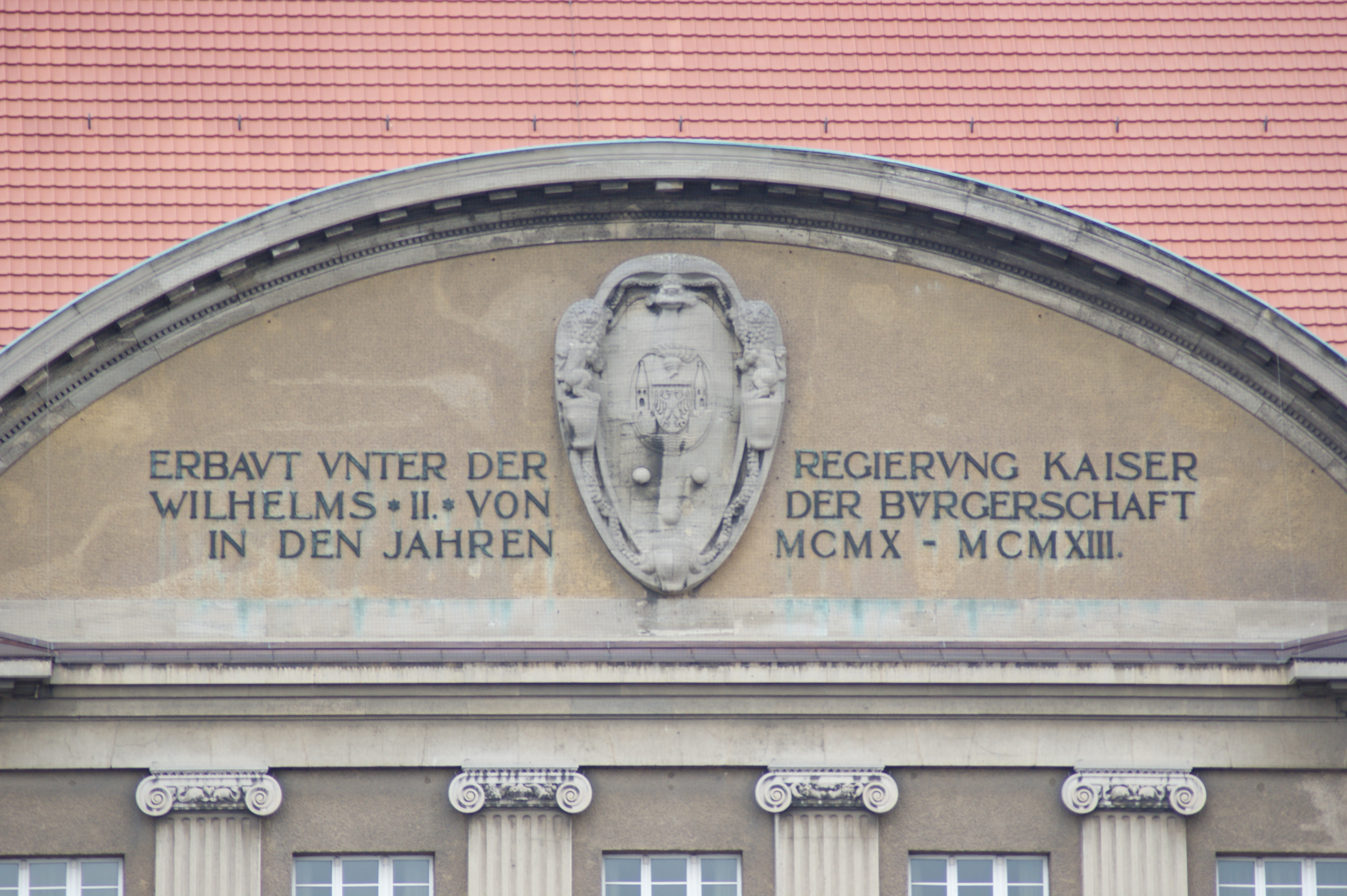
Weiheinschrift und Stadtwappen im Segmentgiebel
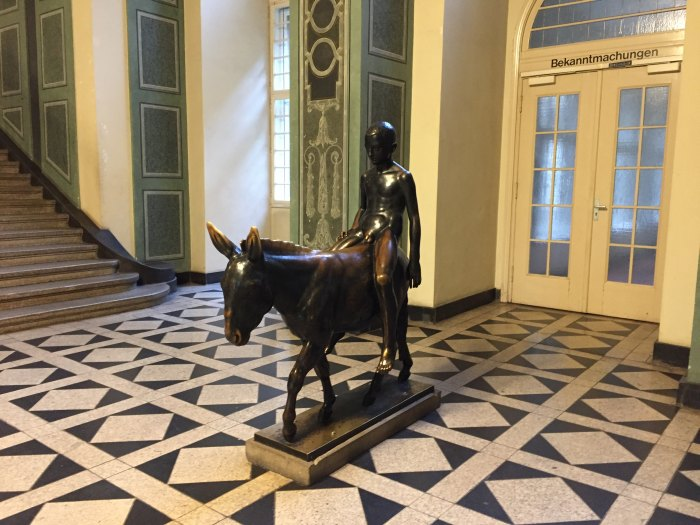
Vorhalle mit Eselreiter
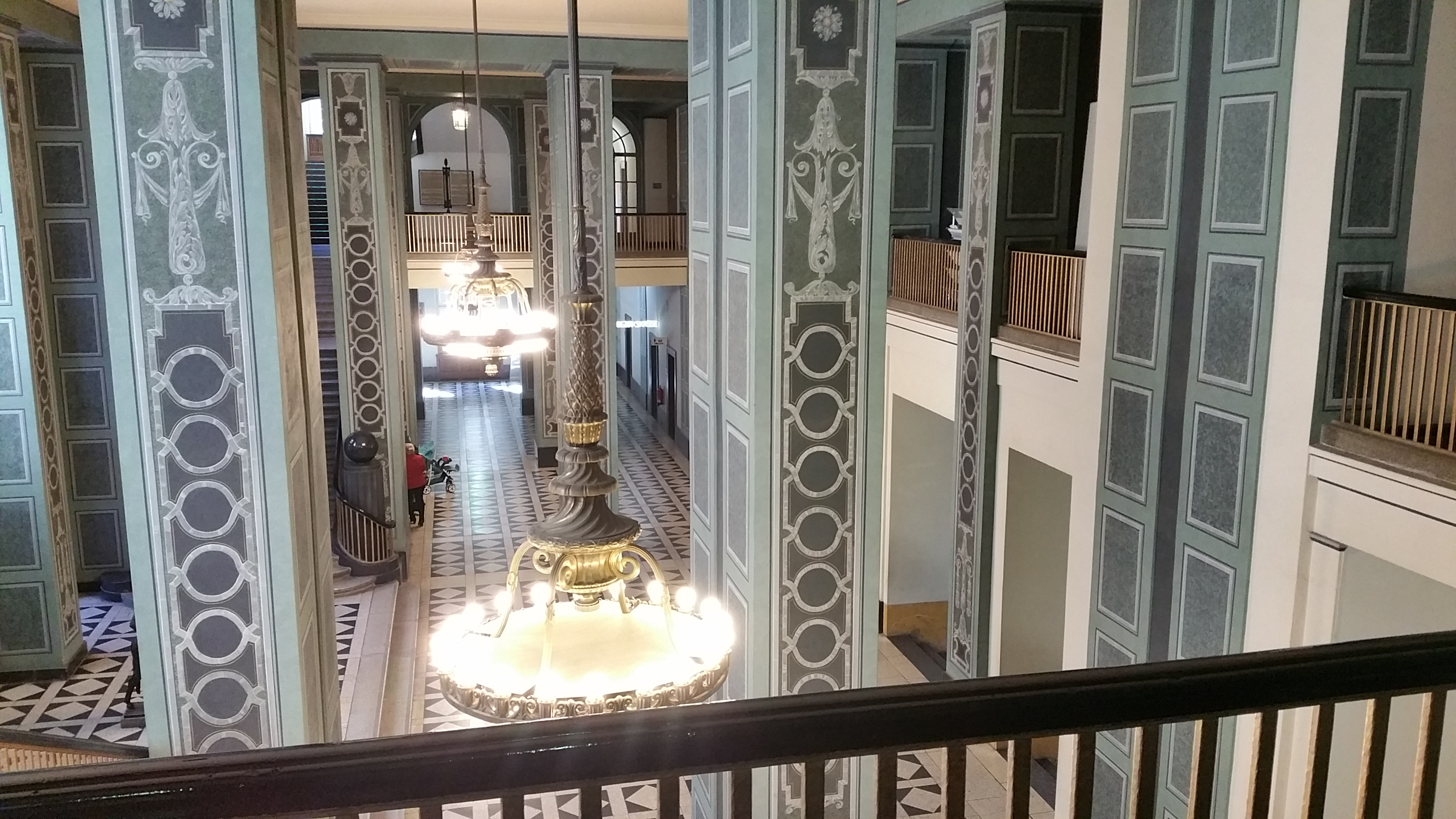
Vestibül
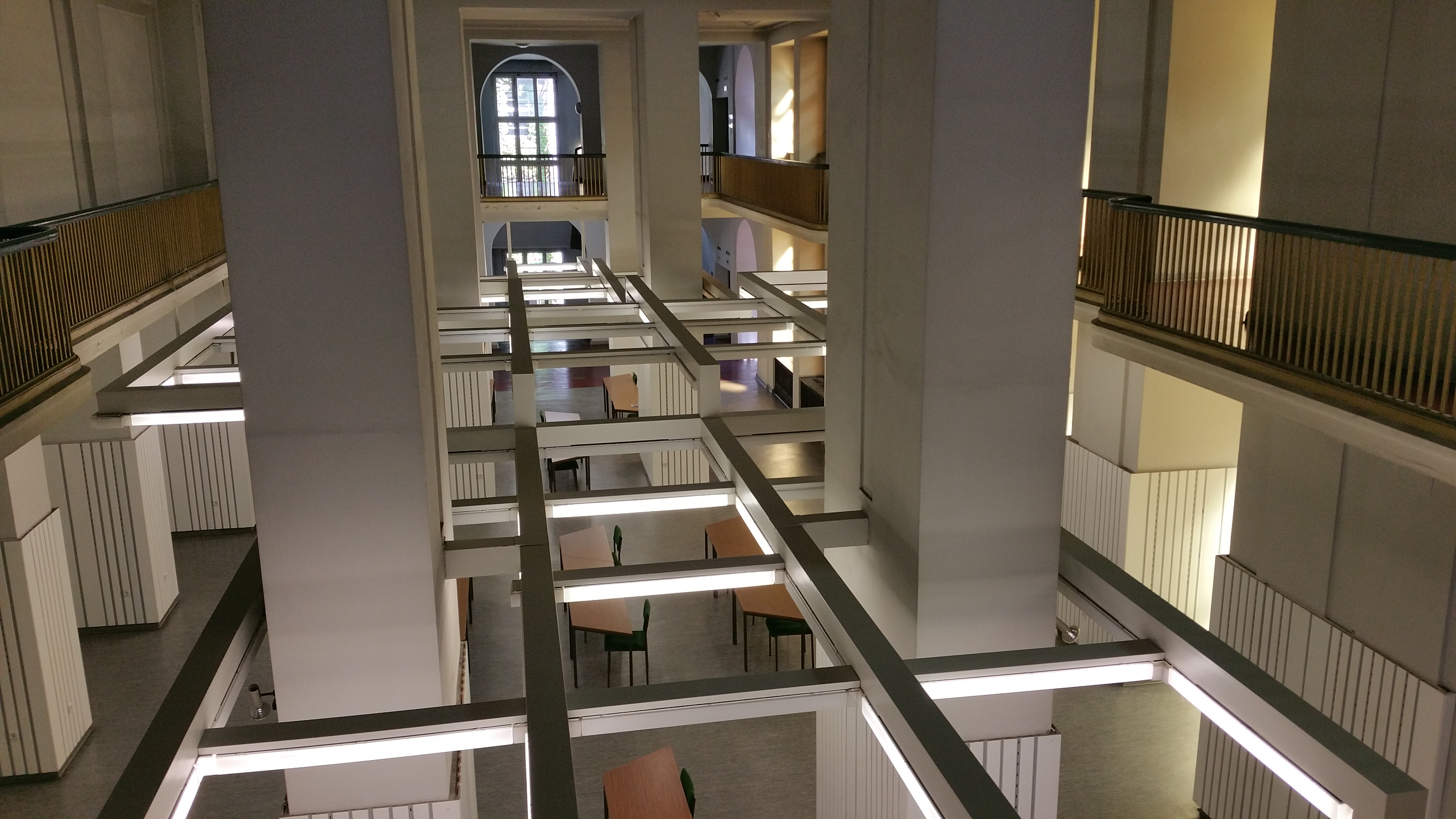
Wandelhalle
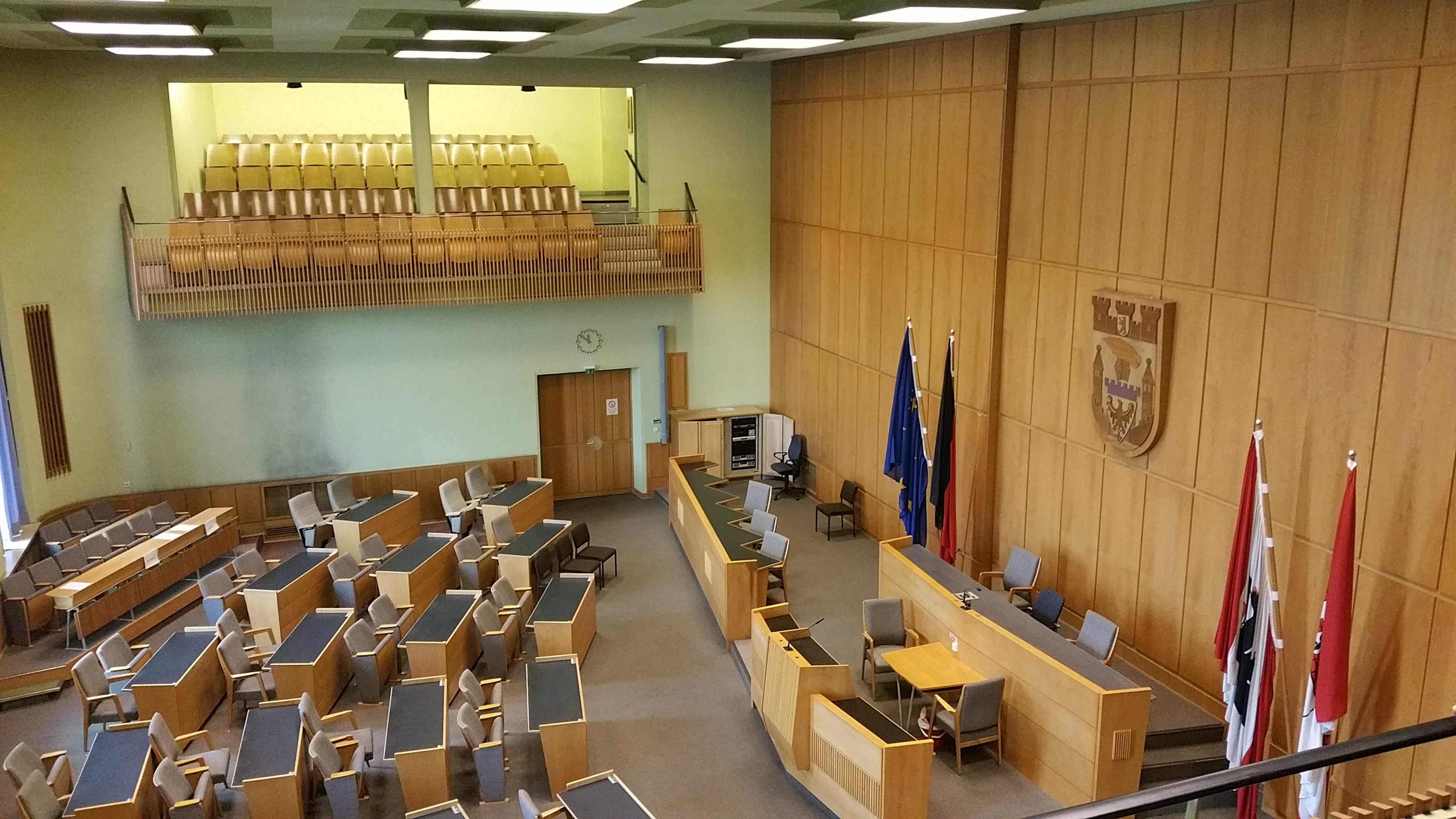
Saal BVV Spandau
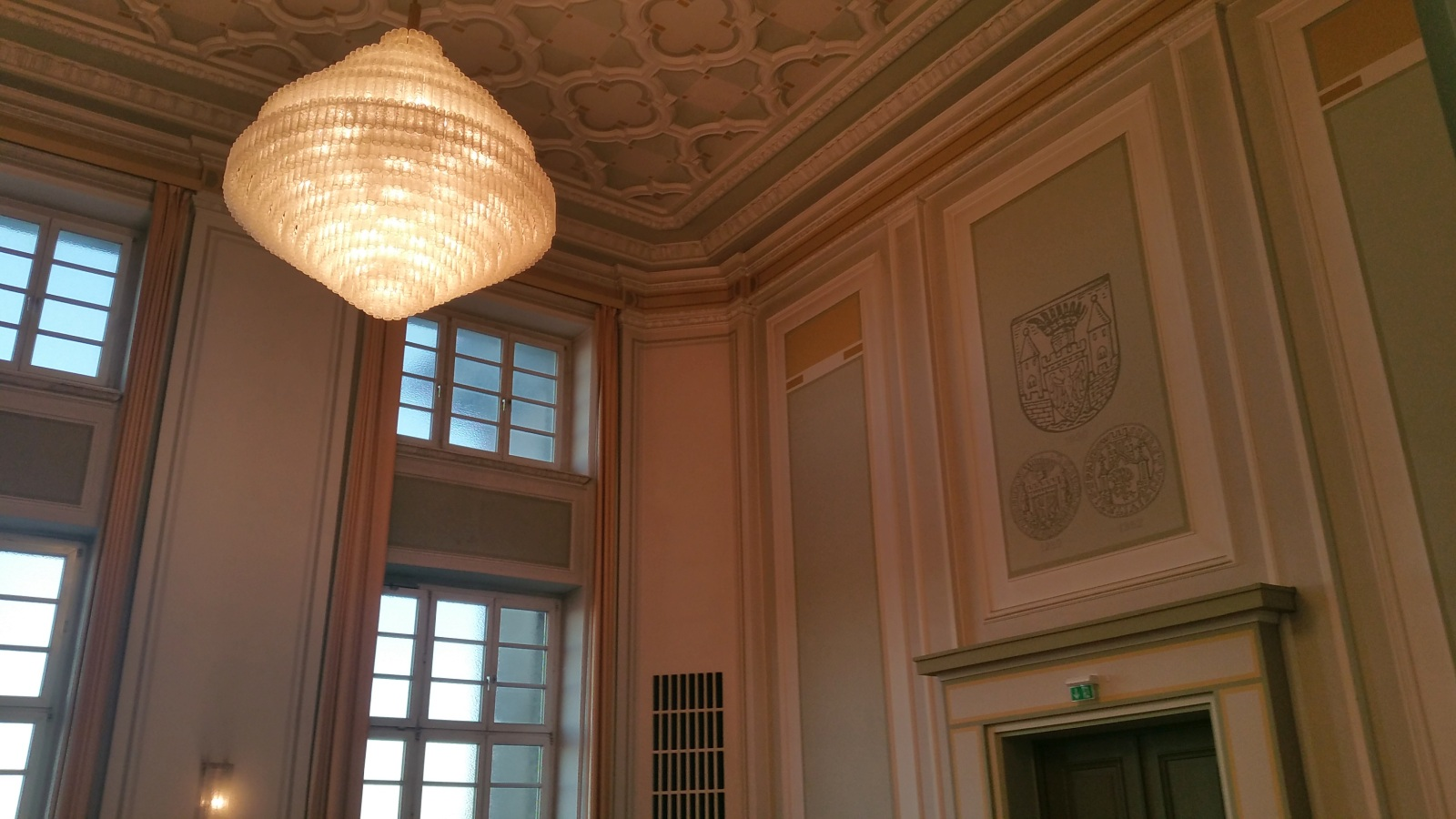
Bürgersaal
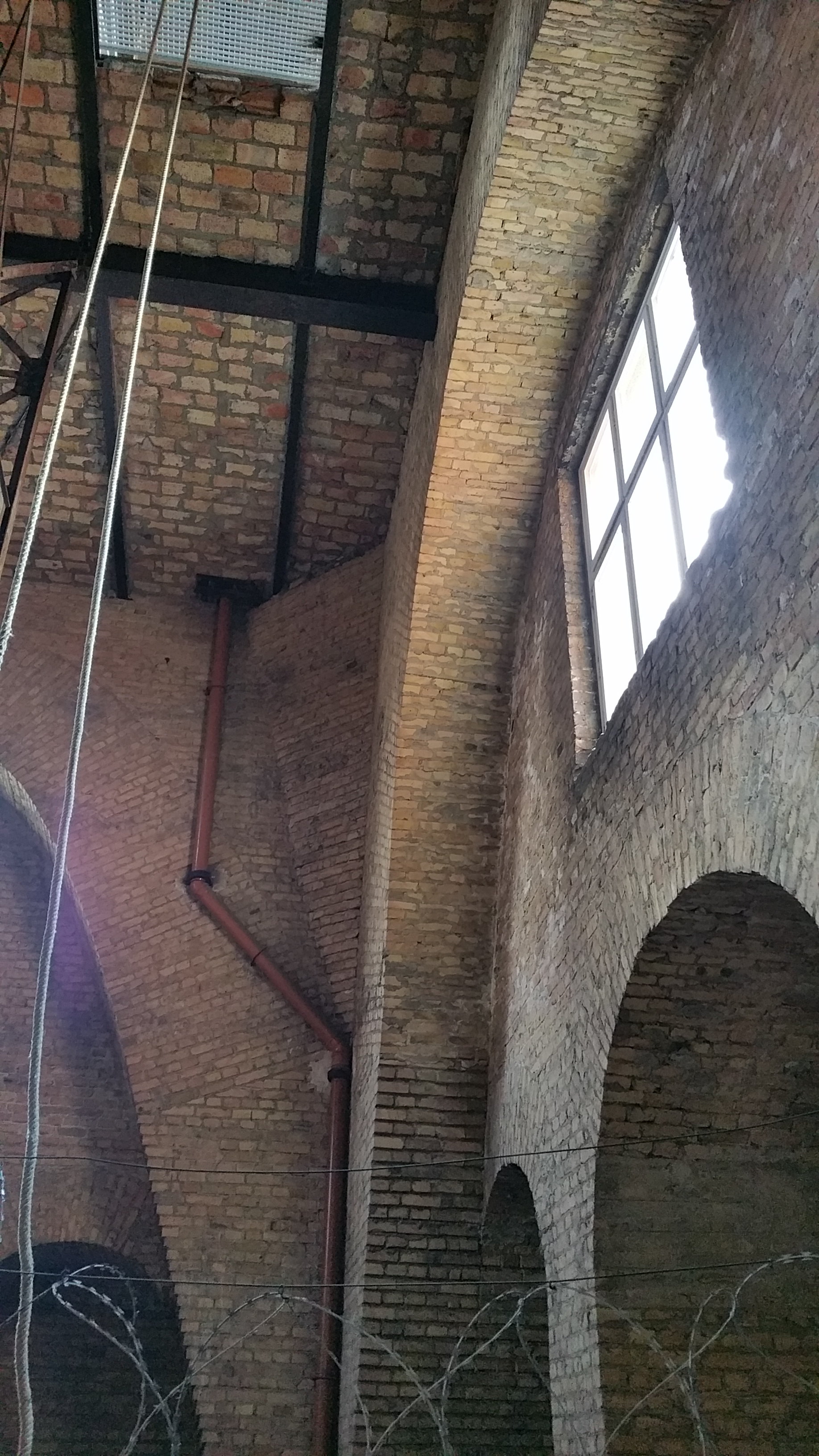
Gewölbe im Turm
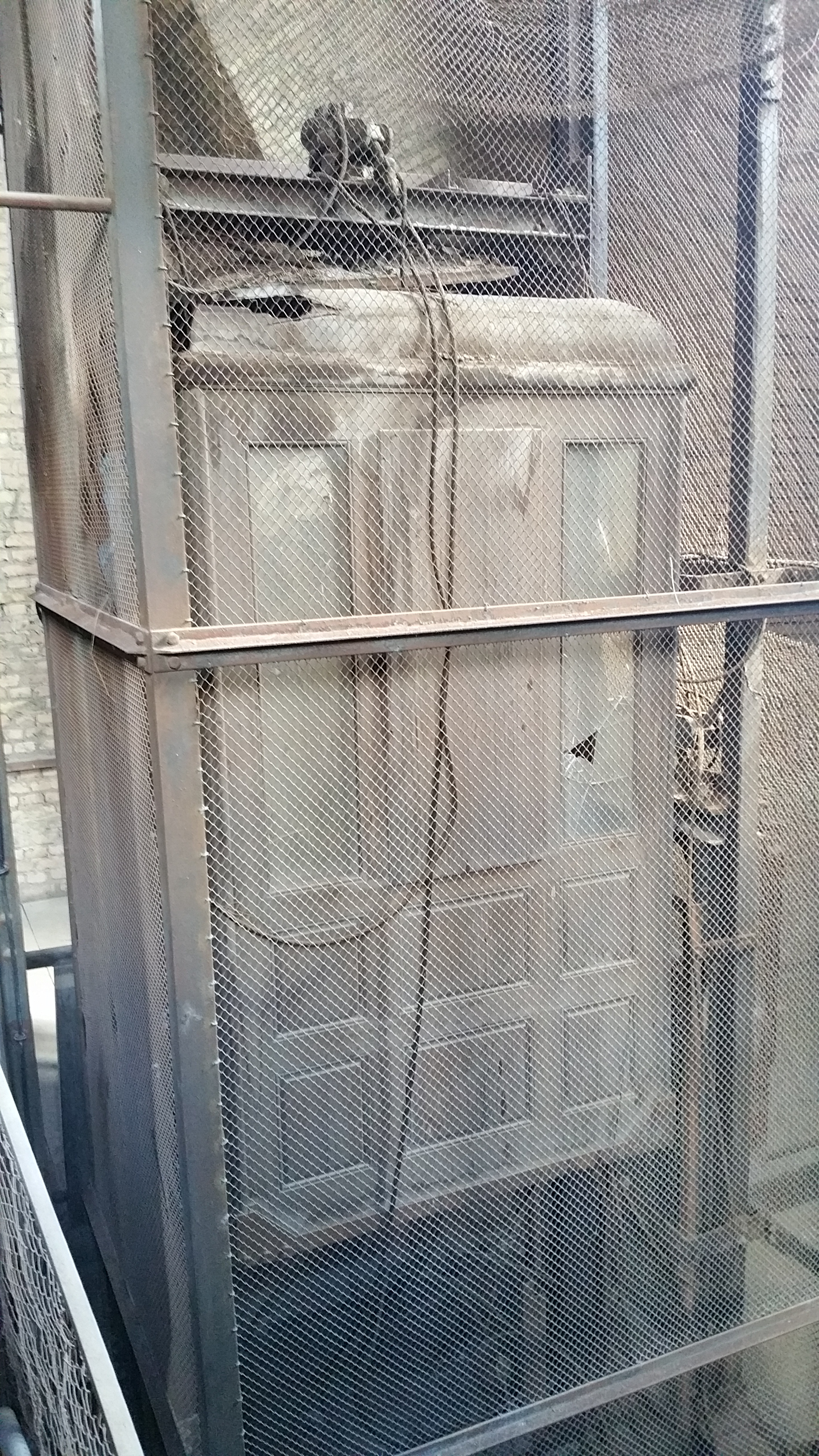
Ruine des Aufzugs im Turm
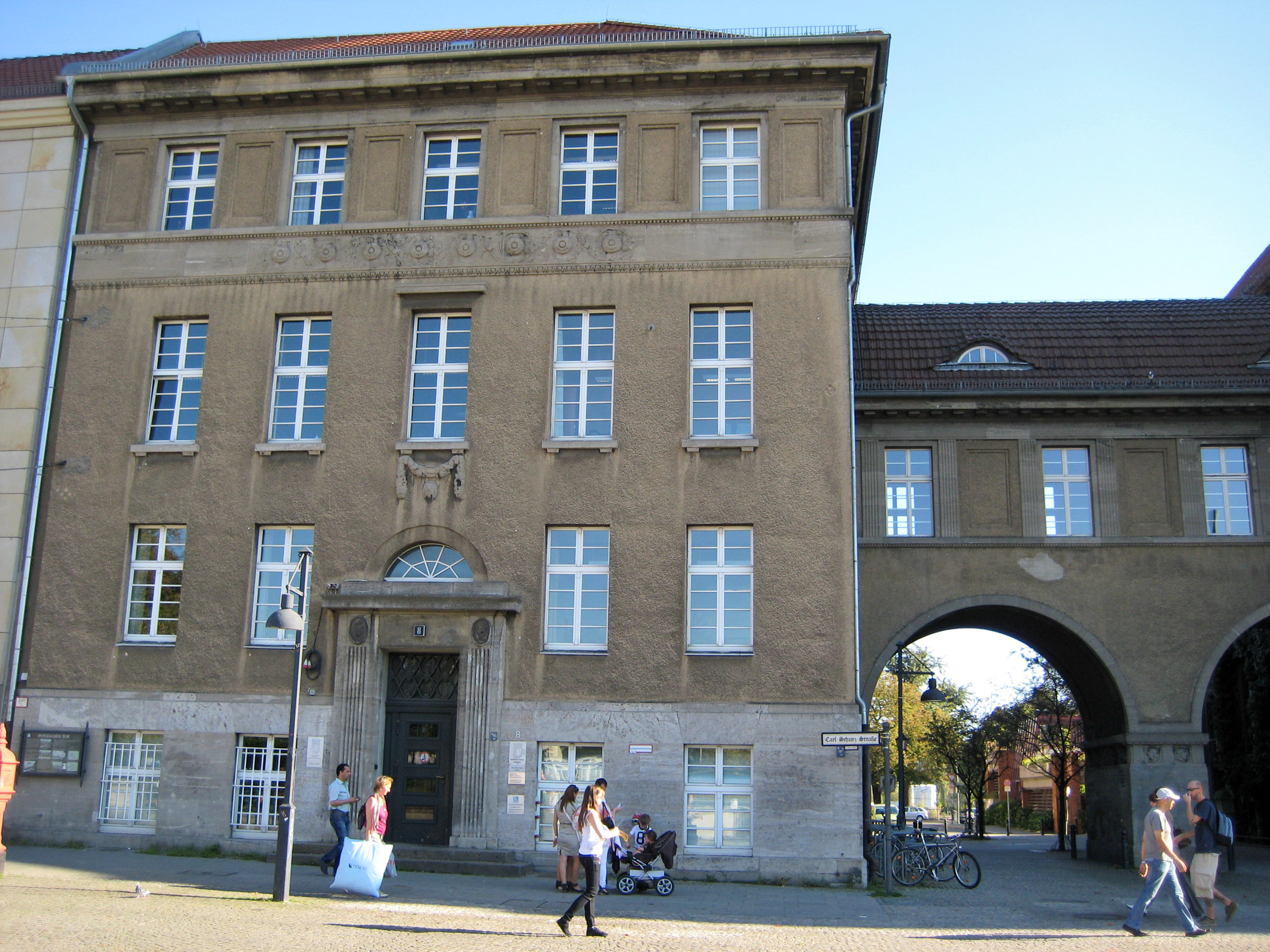
Rathaus Nebengebäude mit Übergang

## Wiederaufbau und Restaurierung
Im Zweiten Weltkrieg erlitt das Spandauer Rathaus infolge alliierter Luftangriffe starke Schäden. Der Wiederaufbau in vereinfachter Form erfolgte in den 1950er Jahren. So sind heute zwei Türmchen, die den Risalit zierten, nicht mehr vorhanden, und die ursprünglich vorhandene Haube des Hauptturmes wurde 1957 mit einem von Reiner Seidel entworfenen Abschluss versehen. Die einst reich mit Jugendstilornamenten ausgeschmückte Vorhalle wurde in den Jahren 1987 und 1988 restauriert. Die Ausschmückungen der restlichen erhaltenen Gebäudeteile wurden überdeckt. Die repräsentativen Säle wurden in den 1950er ebenfalls schlichter gestaltet; der Wandschmuck beschränkt sich auf einfache geometrische Figuren. In der Vorhalle wurde die Skulptur Eselreiter von August Gaul aufgestellt.
Seit Ende der 1970er Jahre stand vor dem Rathaus eine rote britische Telefonzelle. Sie wurde aufgrund von Vandalismus im Jahr 2000 abgebaut und ist seit 2013 wieder als öffentlicher Bücherschrank im Wartebereich des Bürgeramtes zugänglich.
Die Vorderfront des Rathauses blickt auf den Münsingerpark; zwischen Park und Rathaus verläuft der Altstädter Ring. Hinter dem Rathaus befindet sich ein Parkhaus, das im Zuge der Sanierung der Altstadt Spandau um 1980 errichtet wurde.

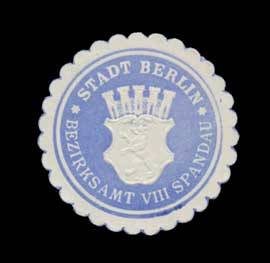
Bezirksamt Spandau von Berlin, Siegelmarke

## Funktion
Das Rathaus war Wahrzeichen der Stadt Spandau bis zur Eingemeindung als Bezirk nach Berlin im Jahr 1920. Heute befindet sich im Rathaus das Bezirksamt Spandau. Ebenso tagt hier die Spandauer Bezirksverordnetenversammlung.

## Verkehr
Die vor dem Rathaus liegende U-Bahn-Station trägt den Namen ‚Rathaus Spandau‘ (Endstation der Linie U7). Hier liegt auch der Busverkehrsknotenpunkt im Bezirk Spandau. An der Südwestseite des Rathauses befindet sich der Fern- und S-Bahnhof Berlin-Spandau.

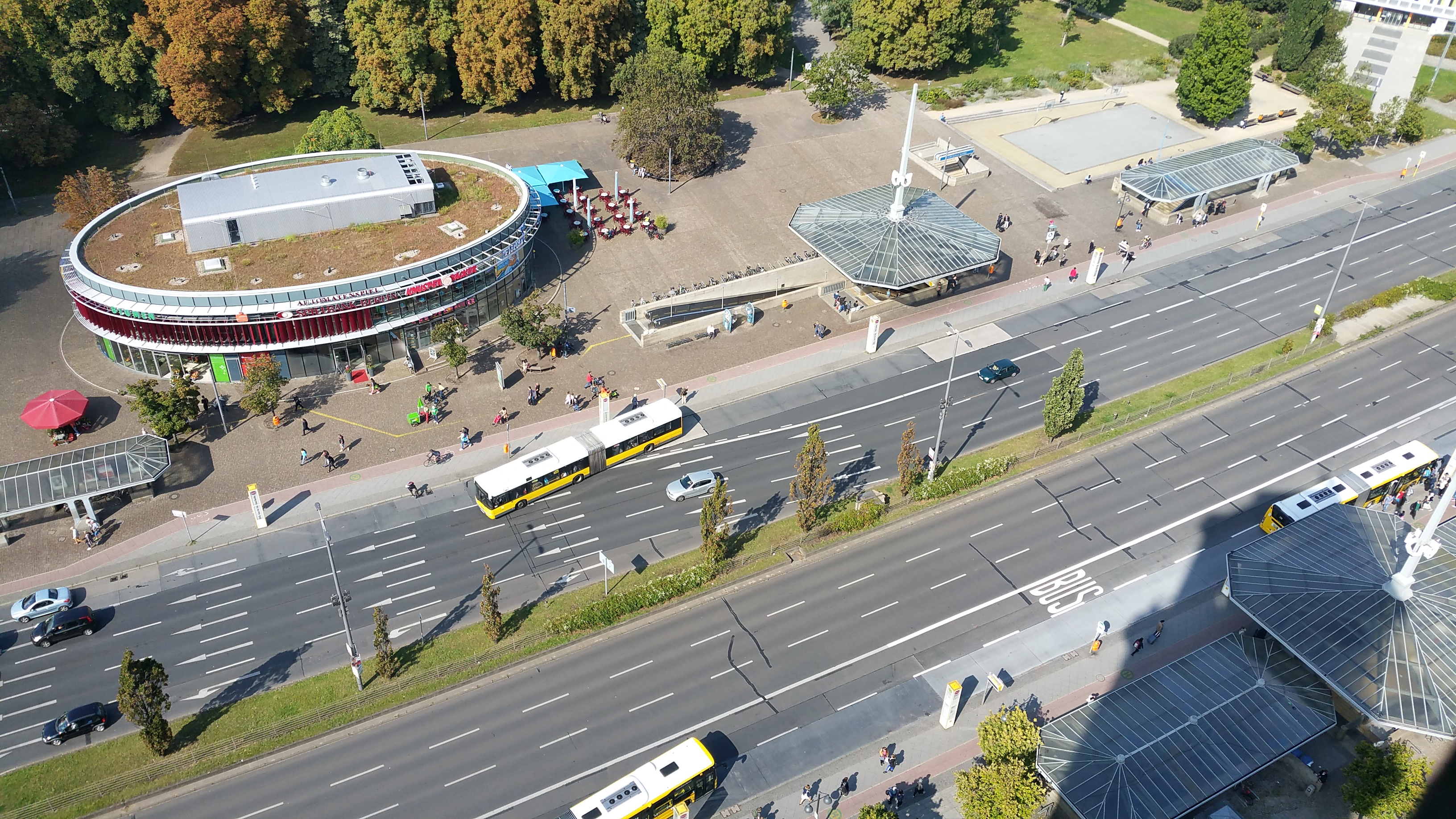
Busknoten Rathaus Spandau